# (2734) Гашек
(2734) Гашек (чеш. Hašek) — типичный астероид из группы главного пояса, который был открыт 1 апреля 1976 года советским астрономом Николаем Черных в Крымской обсерватории и назван в честь известного чешского писателя Ярослава Гашека.

Орбита астероида Гашек и его положение в Солнечной системе
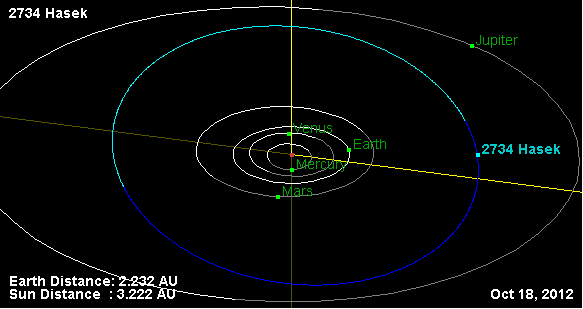
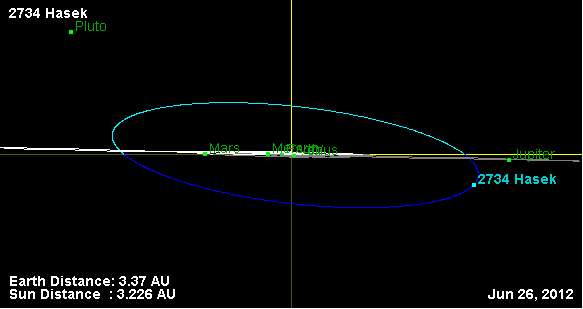